# Parte (diritto)
Una parte, in diritto è un soggetto giuridico che nell'ambito di un a un rapporto giuridico ha compiuto un manifestazione di volontà in un negozio giuridico, sia il soggetto nella cui sfera giuridica si producono gli effetti del negozio medesimo. I soggetti diversi dalle parti sono detti terzi.
Nel diritto processuale le parti sono i soggetti del processo diversi dal giudice.

## Nel diritto processuale

### Penale
Nel diritto processuale penale italiano le parti sono il pubblico ministero, l'imputato, la parte civile, il responsabile civile, la persona civilmente obbligata per la pena pecuniaria.

### Civile
Parte è un termine che indica la posizione, attiva o passiva, che si assume nel rapporto giuridico. Ciascuna parte può essere composta da uno o più soggetti. Nonostante la parola «parte» non sia un termine disciplinato espressamente dalla legge, essa compare in numerose disposizioni del codice di procedura civile.
Oltre all'attore, al convenuto e all'imputato e alla parte civile (nel caso di procedimento penale) sono parti necessarie anche i controinteressati. Il giudice assegna al ricorrente, all'attore e al convenuto un termine perentorio per procedere alla chiamata in causa di terzi.
Ai sensi della legge italiana, nei processi civili innanzi il giudice di pace le parti possono stare in giudizio personalmente avanti il giudice di pace allorché il valore della causa non ecceda 1.100,00 euro, in caso contrario è necessaria l'assistenza di un avvocato difensore, salvo che il magistrato, in considerazione della natura e dell'entità della causa, non autorizzi con decreto la parte a stare in giudizio personalmente.